# PEZ
PEZ (произносится «ПЭЦ», аббревиатура от нем. PfeffErminZ — по-немецки перечная мята) — конфеты, состоящие из механического игрушки-дозатора и конфет внутри него, пользующиеся популярностью во всём мире. Бренд принадлежит компании Ed. Haas International. Впервые конфеты как прессованная мятная конфета,   были произведены Эдуардом Хаасом III в Австрии, в Вене в 1927 году, а дозаторы придуманы в 1948 году. Пастилки имеют форму скругленного прямоугольника, однородны по массе, имеют различные вкусы. Красители в классических «ПЭЦ» конфетах не используются, за исключением отдельного вида «ПЭЦ» — Sour Mix. Классическая игрушка содержит 12 пастилок.
В начале 2000-х годов дозаторы PEZ с двумя упаковками Пец продаются по цене около 1—5 долларов США. Некоторые ранние дозаторы PEZ с оригинальной или редкой формой являются предметом коллекционирования.

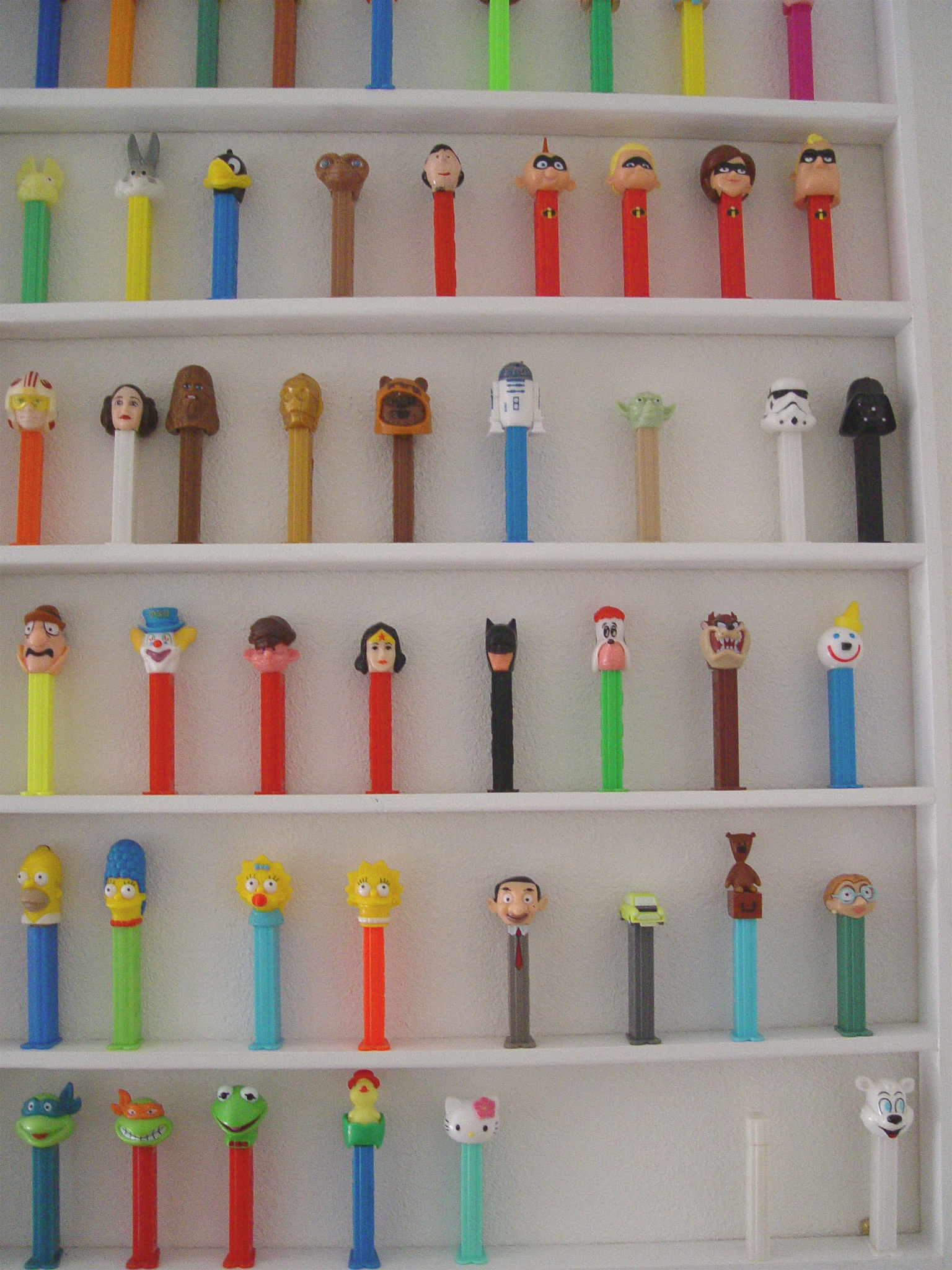
Коллекция Pez с персонажами из кино и мультфильмов

PEZ производятся с 1972 года на фабрике в городе Ориндж (Коннектикут). В 2010-х годах объем производства оценивался в примерно 12 млн конфет в сутки, для чего используется 5,5 тонн сахара. Потребление этих конфет в США оценивается в 3 млрд в год. Продажи по данным производителя превышают 65 миллионов в год. Рядом с заводом расположен музей с более чем 5 тысячами экспонатов.

## История
Создание мятных конфет в 1927 году Эдуардом Хаасом III в Австрии ознаменовало рождение бренда «Pez», освежающие конфеты оказались чрезвычайно популярными. Название — это аббревиатура от немецкого слова «Pfefferminz», обозначающего перечную мяту. Первоначальная форма конфет «ПЭЦ» была круглой мятной пастилкой под названием «PEZ Drops» («капли PEZ»). Первоначально они были упакованы в небольшие баночки, похожие на современные банки «Altoids».
Конфеты вскоре приняли форму кирпичиков, до сих пор форма производимых конфет сохраняется таковой. Первые диспенсеры мятных конфет «ПЭЦ», известные как «обычные» («regulars»), по форме были похожи на зажигалки и выдавали мятную смесь для дыхания взрослых, продаваемую как альтернативу табаку. Их изобрел Оскар Укса (Oscar Uxa). Венская компания Haas Food Manufacturing Corporation первой начала продавать продукцию «ПЭЦ».
Вторая мировая война замедлила маркетинг и производство. В 1945 году производители разработали и продвигали «Pez Box Regular». В 1949 году первый дозатор был официально представлен на Венской торговой ярмарке. В 1952 году Эдуард Хаас представил свою продукцию в США, а Кёртис Эллайна возглавил филиал бизнеса «ПЭЦ» в США. В 1955 году компания «ПЭЦ» разместила на дозаторах головки и начала продавать их для детей. Санта-Клаус, Попай, Микки Маус и Дональд Дак были одними из первых персонажей на верхушке дозаторов. С 1950 года было создано более 1500 дозаторов «ПЭЦ», включая оригинальные дозаторы с кино- и мульт-персонажами.
Торговые автоматы «ПЭЦ» использовались в Германии, Швейцарии и Австрии. Первые немецкие машины были представлены примерно в 1954 году и производились компаниями DWM («Немецкий завод вагонов и машин» (нем. «Deutsche Waggon- und Maschinenfabriken GmbH»), ныне не существующая машиностроительная компания, базировавшаяся в Борзигвальде и Нетфене, немецкий производитель железнодорожного транспорта и кузовов автобусов. Она была основана в 1872 году как фабрика гильз «Henri Ehrmann & Cie» в Карлсруэ. В 1889 году название было изменено на «Deutsche Metallpatronenfabrik» («Metallpatronen AG»). В 1896 году компания «Metallpatronen AG» (Карлсруэ), «Ludwig Loewe & Co.» (Берлин) и «Mauser» (Оберндорф) были объединены в компанию «Deutsche Waffen- und Munitionsfabriken AG» (DWM) для производства огнестрельного оружия. После 1889 года снабжала прусскую армию. В 1914 году на случай войны существовал контракт на поставку с Рейхом, в 1971 году в результате слияния компаний стала частью «Waggon Union». В 1970 году две компании, принадлежащие группе Quandt, Kuka GmbH и Industrie-Werke Karlsruhe AG (IWK), объединились и образовали «Industrie-Werke Karlsruhe Augsburg Aktiengesellschaft», сокращенно «IWKA», со штаб-квартирой в Карлсруэ) и GWS («Georg Wiegandt und Söhne»), обе из Берлина. Позже механизмы были представлены в Швейцарии, а затем в Австрии, в октябре 1956 года; они были произведены «Glerios / R.Seipel & Co.» и «Theodor Braun» (Вена). Компания базировалась в Берлине и изначально была филиалом «Deutsche Waffen- und Munitionsfabriken», производителя боеприпасов, наиболее известного как разработчик и производитель пистолета Люгера. После Второй мировой войны берлинское предприятие переключилось на реконструкцию и строительство железнодорожного и другого оборудования общественного транспорта, а в 1952 году сменило название на Deutsche Waggon und Maschinenfabrik. Waggon Union была куплена компанией ABB Henschel в 1990 году. В 1996 году компания ABB Henschel стала частью компании «ABB Daimler Benz Transportation» («Adtranz»), которая впоследствии была приобретена канадской компанией «Bombardier».
В 1973 году «Pez» построил завод в Ориндже, штат Коннектикут, США. В 1983 году Скотт Маквинни стал президентом компании. Он вышел на пенсию в 2003 году. Джо Виттория стал президентом компании в 2004 году. Примерно в 2005 году размер первоначального завода увеличился вдвое, а линия дозаторов «ПЭЦ» была расширена. В середине 1990-х годов мятные конфеты были вновь представлены в ремейках «regulars».
В начале 2002 года семья первоначального основателя компании выкупила 32,5% акций у инвестиционной компании «PGH» за 18 миллионов евро. Сейчас им принадлежит 67,5% компании. Штаб-квартира находится в Трауне, Австрия. Мятные конфеты производятся в Трауне и Ориндже, штат Коннектикут, США, а дозаторы производятся в Венгрии и Китае. В 2011 году в Ориндже, штат Коннектикут, был открыт Центр для посетителей «ПЭЦ» — музей площадью более 4000 квадратных футов (372 кв.м.), посвященный всему, что связано с «ПЭЦ».